# José Luis González Juliá
José Luis González Juliá (1932 - 1998) es un guitarrista clásico nacido en Alcoy (Alicante). Su libro de técnica tuvo una gran difusión en Japón, donde se hizo el primer homenaje tras su fallecimiento. En marzo de 1998, de manera inesperada, falleció en Madrid cuando finalizaba su último disco y realizaba un curso de guitarra.

## Biografía

### Infancia
Jose Luis González Juliá nació el 2 de julio de 1932 en la localidad de Alcoy, en la calle San Nicolás, fruto de una familia de clase media. Su padre y su madre eran sastres de profesión. Aunque fue en la calle Gonzalo Barrachina (en la actualidad sede de la Unión Alcoyana Seguros) donde pasó su infancia y en donde pronto escucharía el sonido de la guitarra que tocaba su padre. Su padre, aficionado de la guitarra, le empezó a enseñar el arte de la guitarra desde muy temprana edad. De hecho, en los ratos libres que le dejaba su profesión de sastre se dedicaba incluso a dar conciertos, obteniendo buenas críticas y considerado como un buen guitarrista.
Tras estudiar bachillerato, José Luis decidió dedicarse de manera profesional al mundo de la guitarra.
Su primer profesor fue Rafael Casasempere, con el que empezó a estudiar solfeo. Se marchó a Valencia, donde estudió Armonía e Historia de la Música en el Conservatorio Superior de Música con el profesor Rafael Balaguer. Anteriormente se trasladaba a Gandía para estudiar con el guitarrista Salvador García (Panxa Verda), allí vivía en la propia masía del Señor García.

### Carrera
Se podría decir que a la temprana edad de 14 años, inicia su carrera con un concierto con la Armónica Alcoyana en el Círculo Industrial de Alcoy. Posteriormente, con 15 años da un concierto en el Teatro Principal de Valencia y otro en el de Alicante.
A los 18 años termina sus estudios de Armonía e Historia de la Música. Por estas fechas realiza el servicio militar en la Comandancia de la Aviación de Alicante, pero consigue que lo trasladen para proseguir sus estudios de guitarra, primero a Valencia y después a Madrid. Allí en Madrid, en sus tardes libres, acudía a las tiendas de Guitarra, tanto a la de Aguado y Hernández como a la de José Ramírez. Por las tardes se concentraba un gran ambiente de grandes guitarristas en estas tiendas.
Allí conoce al Maestro Regino Sainz de la Maza, que al conocer a José Luis se quedó asombrado y le dijo: “José Luis tienes que estudiar conmigo, tu puedes llegar a ser un gran guitarrista”. A partir de ese momento, José Luis se convierte en alumno del Maestro Regino Sainz de la Maza, compartiendo muchos años y siendo un de los alumnos más aventajados.
Fue el Maestro Regino Sainz de la Maza quien le presentó a la célebre Imperio Argentina, la cual buscaba guitarristas para integrarlos en su compañía y realizar las distintas giras de galas por España y Sudamérica. Así fue como José Luis se convierte en primer guitarra de la compañía de Imperio Argentina y de esta forma puede sufragar sus estudios en Madrid.
Tras un periodo de tiempo, José Luis vuelve a Alcoy para contraer matrimonio con su mujer “Tere”. En sólo dos días es capaz de examinarse de los ocho cursos de Guitarra y de todas las asignaturas complementarias en el Conservatorio Superior de Música de Valencia, de esta forma consigue el título Superior de Profesor de Guitarra. En estos meses trabaja en distintos oficios, como por ejemplo de pintor, para conseguir dinero y poder trasladarse de nuevo a Madrid a continuar sus estudios de Guitarra.
Posteriormente se marcha a Santiago de Compostela para asistir a los cursos del Gran Maestro de  Guitarra Andrés Segovia, éste nada más oírlo tocar le encomienda que se vaya a estudiar con él a Madrid, puesto que le augura un futuro prometedor. Entonces José Luis se marcha a Madrid y se instala allí junto a su familia, para progresar en sus estudios al mismo tiempo que recorre la geografía española dando multitud de conciertos. El día 17 de septiembre de 1961 gana el 2º Premio del Concurso de Orense (Premio Margarita Pastor), que contaba con Andrés Segovia como Presidente del Jurado. 

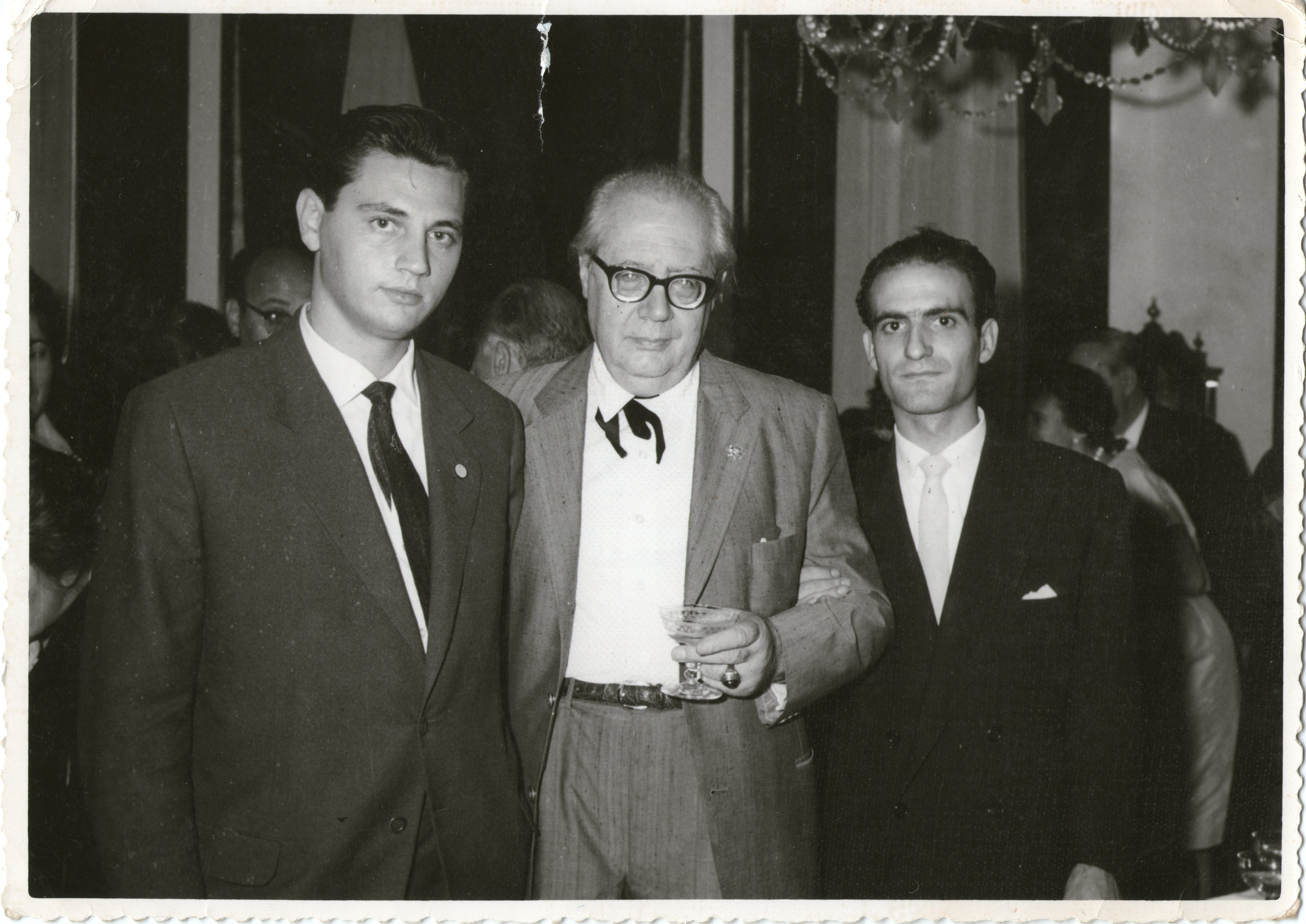
Jose Tomás y Jose Luis González con el maestro Andres Segovia

A la vuelta de un viaje por Australia del Maestro Andrés Segovia en 1961, la Sociedad de Guitarra Clásica de Sídney, de la que él era patrón, le pidió un maestro de nivel para ir a Australia con el objetivo de enseñar y dar conciertos.
En 1961 ninguna universidad australiana tenía un profesor de guitarra y no había nadie capaz de dar recitales y enseñar.
Andrés Segovia le propone a José Luis que se traslade a vivir a Sídney (Australia), donde la Sociedad de Guitarra Clásica de Sídney propone a JLG organizar conciertos en todo el país. Además se estableció un acuerdo con G.Ricordi & Co para que JLG enseñara en un centro donde estudiantes de toda Australia pudieran ir a recibir clases. 
José Luis acepta y se marcha a Sídney donde cosechará grandes éxitos, grabando 4 discos LP y celebrando conciertos por toda Australia, Nueva Zelanda y Nueva Guinea. La fama alcanzada en Australia es impresionante, llegando a ser conocido en los medios de comunicación como “El Dios de la Guitarra”. Sus actuaciones en televisión eran constantes y era seguido por toda la prensa especializada. Le fue encargado hacer pruebas de sonido en la sala de cámara del Gran Teatro de la Opera de Sídney. En 1967 realiza su primer viaje a Japón, donde recibe muy buenas críticas.
Desde Australia se dice que fue gracias a José Luis González que la guitarra creció y se desarrolló en Australia, de la misma manera que Segovia hizo a nivel internacional. 
Esta etapa en la vida de José Luis durará 6 años, pues tras una desgracia familiar decide poner punto final a su carrera y trasladarse de nuevo a vivir a Alcoy dejando todo el éxito y fama cosechados en Australia. Su presencia en Australia fue muy importante, de hecho en estos momentos se está elaborando la biografía de José Luis González por el Señor Zane Turner, australiano apasionado de la guitarra que está recopilando toda la información desde el país de las antípodas.
Tras cinco años sin tocar la guitarra, José Luis recupera la ilusión por la guitarra cuando un amigo suyo, Melchor Rodríguez, le anima a impartir un curso de guitarra en Gandía y otro en Estella (Navarra), Curso de Estella que se realizó durante 25 años hasta su fallecimiento. Desde entonces se impartió por el concertista y catedrático de guitarra Manuel Babiloni bajo el nombre de “Memorial José Luis González”, hasta la desaparición de éste en mayo de 2015 por un infarto, situación similar a la de su maestro Jose Luis González.
Una vez Jose Luis retoma su carrera, empiezan a trasladarse a vivir a Alcoy numerosos guitarristas de todas partes del mundo: norteamericanos, ingleses, franceses, australianos, alemanes, japoneses, etc., formándose en Alcoy una auténtica “Alta escuela Internacional de Guitarra Española”, bajo la tutela de José Luis González. Muchos de estos alumnos hoy son grandes concertistas y maestros de guitarra. 
Cabe mencionar que en la década de los 80's, la provincia de Alicante gozaba de un prestigio internacional en el mundo de la guitarra. Este hecho se produjo por la presencia de dos grandes guitarristas, José Tomás en Alicante y Jose Luis González en Alcoy.
El nombre de Alcoy aparece reseñado en numerosas publicaciones internacionales e incluso en guías de viaje japonesas como una de las escuelas más importantes del mundo de la guitarra.
A finales de los años 70, el entonces Alcalde de Alcoy, José Sanus y Gregorio Casasempere le piden a José Luis que imparta clases en la escuela de bellas artes que más tarde pasaría a ser Conservatorio de Música de Alcoy Juan Cantó. En 1988 fue designado como director del Himno de fiestas de Alcoy, las fiestas de Moros y Cristianos de Alcoy.
Durante los años 80 y 90 la actividad concertística de José Luis es amplia, dando conciertos y cursos de guitarra por toda España y por numerosos países como Islandia, Gran Bretaña, Japón, Francia, Alemania, Italia, Taiwán, etc. Acude como miembro de jurado a certámenes tan importantes como el de Giulani en Italia, el Francisco Tárrega en Benicasim o el Reina Sofía de Madrid. 
Capítulo aparte merece la actividad y la fama alcanzada por José Luis González en Japón, país considerado, después de España, como templo de la guitarra española. En Japón realizó ocho giras de más de 25 conciertos cada una, por toda la geografía japonesa y agotando las localidades puestas a la venta, numerosos cursos y master-class. En este país tiene grabados 9 Discos con SONY y Pinnaple free. En abril de 1998 estaba programada una nueva gira y la grabación de un nuevo disco en el país asiático pero no la pudo realizar al fallecer el 22 de marzo de 1998 en Madrid, donde estaba impartiendo un curso de guitarra y había finalizado la grabación del disco “Homenaje a Tárrega”.

## Discografía

### Como solista
- José Luís González Classical Guitar (1962) CBS Australia
- Contemporary Guitar Music, José Luís González  (1966) CBS Australia
- Masterpieces for Guitar, José Luís González  (1966) CBS Australia
- Portrait of the Guitar, José Luís González  (1968)CBS, England.
- 20th Century Guitar Music by Odyssey  (1967)CBS UK
- Two World of the Classical Guitar (1967) CBS Australia
- Spanish Guitar Music  (1966) CBS
- José Luís González, El Arte de la Guitarra Española (1977) CBS España[3]
- Fernando Sor 20 estudios para guitarra  (1978) CBS España
- The Art of José Luís González, Vol. 1  (1981) CBS Sony Japan
- The Art of José Luís González, Vol. 2  (1981) CBS Sony Japan
- Love Theme from Sunflowers, José Luís González Guitar  (1984) CBS Sony Japan
- Alfonsina y el Mar, The Art of José Luís González  (1987) CBS Sony Japan
- Alma de España, José Luís González  (1991) CBS Sony Japan
- El Testament d’Amelia, José Luís González  (1992) Sony Japan
- Over the Rainbow, José Luís González  (1992) Sony Japan
- José Luís González, Guitar Favorite  (1996) Sony Japan
- Amor a la latina, José Luís González Guitar  (1996) Pinapple Tree Japan
- Homenaje a Tárrega  (1998) Dial Discos España

## Composiciones
- Amanecer
- Amor Profundo
- Mis hijos

## Premios y reconocimientos
| Año  | Premio           |
| ---- | ---------------- |
| 1961 | Margarita Pastor |

| Año  | Reconocimiento                                            |
| ---- | --------------------------------------------------------- |
| 1998 | Socio de honor Fila Magenta de Alcoy                      |
| 1998 | Socio de honor Asociación de Amigos de la Música de Alcoy |